# Distrikt Yumbe
Yumbe ist ein ugandischer Distrikt in Norduganda. Die Hauptstadt des Distrikts ist Yumbe.

## Lage
Der Distrikt Yumbe ist einer der nördlichsten Distrikte Ugandas. Der Distrikt grenzt im Norden an den Südsudan, im Osten an den Distrikt Moyo, im Südosten an den Distrikt Adjumani, im Süden an den Distrikt Arua, im Südwesten an den Distrikt Maracha und im Westen an den Distrikt Koboko.

## Geschichte
Der Distrikt entstand 2006 aus Teilen des Distrikt Arua. Die Menschen im Distrikt leiden immer noch unter den Auswirkungen des Bürgerkriegs, der etwa zwanzig Jahre dauerte (1980–2000). Das Friedensabkommen zwischen der Uganda National Rescue Front 2 und der Regierung von Uganda wurde im Jahr 2000 in Yumbe unterzeichnet.

## Demografie
Die Bevölkerungszahl wurde für 2020 auf 663.600 geschätzt. Davon lebten im selben Jahr 7,2 Prozent in städtischen Regionen und 92,8 Prozent in ländlichen Regionen. Die Mehrheit (89 %) der Menschen im Distrikt sind ethnische Lugbara. Die Lugbara im Bezirk Yumbe sprechen einen Dialekt namens Aringa, der keine schriftliche Form hat. Andere Ethnien sind die Kakwa, Madi und die Alur. Die Acholi sind entlang des Nils verstreut und leben hauptsächlich vom Angeln und Jagen entlang des Flusses. Sie machen etwa 2 % der Bevölkerung des Bezirks aus. Die Bevölkerung des Distrikts ist zur Mehrheit muslimisch.
| Zensusjahr | Einwohnerzahl |
| ---------- | ------------- |
| 1991       | 99.794        |
| 2002       | 251.784       |
| 2014       | 484.822       |

## Wirtschaft
Subsistenzlandwirtschaft und Tierhaltung sind die wichtigsten wirtschaftlichen Aktivitäten im Bezirk.